# Chsh
Il comando chsh (change shell) che si trova nei sistemi operativi Unix e Unix-like permette di modificare la shell di login, ovvero la shell predefinita che si presenta all'utente al momento dell'accesso al sistema. Le shell valide utilizzabili sono elencate generalmente nel file /etc/shells.

## Sintassi
```
#chsh [-s shell_di_login] [utente]
```

Il seguente comando:
```
echo $0
```

restituisce il nome della shell di login corrente.
Per visualizzare il percorso della shell, utilizzare:
```
echo $SHELL
```